# Adaja
El Adaja es un río de España, el segundo afluente más importante del Duero por su margen izquierda después del Tormes. Nace entre la Serrota y la sierra de Ávila, concretamente en la llamada Fuente Berroqueña o Fuente del Ortigal, en Villatoro. Durante sus 163 km de longitud recorre tres provincias (Ávila, Segovia y Valladolid, por este orden) y drena una cuenca de 5328 km². La ribera del Adaja ha recibido la catalogación como Lugar de Interés Comunitario (LICES4180081) para su declaración como Zona de Especial Conservación (ZEC) dentro de la Red Natura 2000 de la Unión Europea, por considerarse un corredor ecológico de primera categoría para la fauna.

## Recorrido
Su curso alto discurre por el altiplano situado al oeste de Ávila ciudad o valle de Amblés, elevada depresión entre la sierra de la Paramera y los Baldíos al sur y la sierra de Ávila al norte. Recibe aguas de la vertiente norte de La Serrota por su margen derecho ya desde su nacimiento. A destacar por su caudal el arroyo de Prado Cimero, el arroyo de Majada Verde, el arroyo de los Hornillos, y las gargantas que bajan de Pradosegar y Muñotello, llamadas de los Tejos, de la Gargantilla y de Canto Moreno respectivamente. Por la margen izquierda recibe aguas de la sierra de Ávila que vienen de Amavida y Poveda como arroyo Sauceda, arroyo de los Nogales y del Guijuelo.
Acercándose a Blacha recibe por la izquierda los arroyos de Pascuala —también llamado arroyo de Villagarcía— y el Merdero y por la derecha el río de Narros del Puerto o río Aulaque. Una vez que el río atraviesa la Cañada Real Leonesa Occidental, llamada «El Cordel» en la zona, recibe aguas del río de la Hija por la derecha y del río Blasco o Paradillo por la izquierda, que viene de la sierra de Ávila y pasa por La Torre.
Aguas abajo, el Adaja pasa por Baterna hasta llegar al Puente de los Cobos a la altura de Solosancho, donde está el Castro de Ulaca, asentamiento vetón, al igual que el de Ávila ciudad y el de tantos otros que se distribuyen por la zona: Chamartín de la Sierra, Sanchorreja o Las Cogotas. De ellos proceden muchas de las esculturas zoomorfas —toros o verracos— que se han encontrado por estas tierras. También pasa por las cercanías de la villa romana de Pared de los Moros.

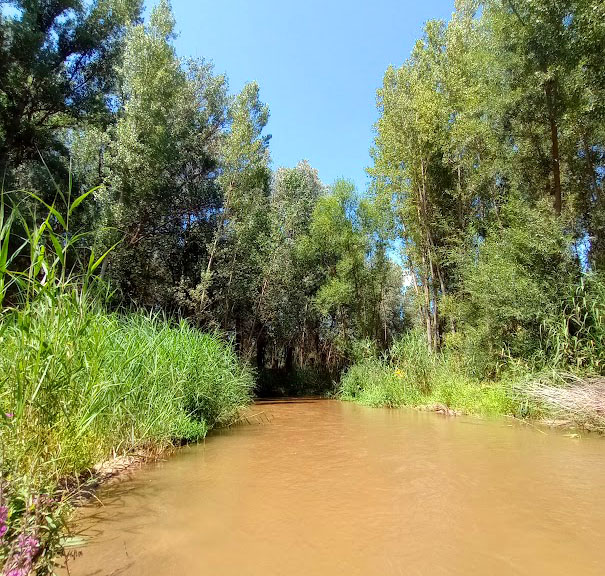
Vista del Adaja a su paso por Arévalo.

Camino de Ávila recibe por la derecha las aguas del río Picuezo y los arroyos de Riofrío, La Serna y Grajos. Al llegar a Ávila, y después de recibir al río Chico —causante de las inundaciones en la ciudad de Ávila—, el Adaja vira hacia el norte y al salir del valle de Amblés su curso se encaja en los granitos de la sierra de Ávila, zona elegida para la construcción de la presa de Fuentes Claras de uso recreativo y aguas abajo el de las Cogotas, llamado así por estar al lado del castro vetón del mismo nombre. Esta incisión en los granitos, un verdadero cañón, se explica por la acción zapadora de un antiguo río del valle del Duero que ha conseguido remontar hasta la fosa del Amblés, canalizando hacia el norte las aguas del primitivo lago intramontañoso. En Mingorría abandona el paisaje granítico y abriéndose paso en las arcillas y margas del terciario llega a Arévalo, en donde recibe las aguas de uno de sus afluentes más importantes, el río Arevalillo. A partir de Arévalo, el Adaja entra brevemente en provincia de Segovia, y por último en la de Valladolid, donde después de dejar Olmedo a la derecha recibe las aguas del río Eresma poco antes de su desembocadura en el Duero al este de Tordesillas en las proximidades de Villamarciel.
El río aparece descrito en el primer volumen del Diccionario geográfico-estadístico-histórico de España y sus posesiones de Ultramar de Pascual Madoz de la siguiente manera:

ADAJA: r. que nace en la bajada del puerto de Villatoro, part. de Piedrahita, prov. de Avila; pasa por frente de Amavida á 1 1/2 leg. de su origen en el mismo part. y entrando en el de Avila por el valle de Amblés y jurisd. de los pueblos de Sta. María del Arroyo, Narros del Puerto, Baterna, Mironcillo y Salobral, llega á la misma c. de Avila, y dejándola á la der. toma su curso hácia el N. por los term. de los pueblos Mingorría y Pozanco; se introduce en el part. de Arevalo recorriendo los term. de Villanueva de Gomez, Bodon , Tiñosillos, Pajares, Gutierrez Muñoz, Orbita, Espinosa y Arevalo, donde se despide de esta prov. para entrar en la de Valladolid y su part. de Olmedo; y regando los term. de Almenara, desp. de Serranos de Nigar, jurisd. de Ataquines, Villalba de Adaja, Matapozuelos y Valdestillas, desemboca en la marg. izq. del Duero poco despues de este pueblo, y en frente del de Villaniarciel que se baila á la marg. opuesta de este r. El Adaja tiene varios puentes; el primero se halla cerca de Narros del Puerto; vienen despues el de Baterna llamado de los Cobos , los de Avila y molinos de Zorita; el puente llamado de Valladolid de 7 arcos de piedra y en muy buen estado, cerca de Arevalo; el de S. Julian dicho vulgarmente de Madrid de 5 arcos tambien de piedra, term. de la misma v., el de Villalba de 3 ojos, casi intransitable en su estremo izq. por cuyo motivo se ha mandado cerrar: el llamado de Siete-lglesias, cerca de Matapoznelos, y por último el colocado á 200 pasos despues del l. de Valdeslillas de 3 ojos, estando recompuesto con madera el del medio , por haberle cortado el ejército francés mandado por el general Clausell en su retirada despues de la batalla de Arapiles: tiene otros varios puentes que no pueden denominarse tales, pues se reducen á palos atravesados sin ninguna seguridad. Da impulso este r. en su larga carrera de 21 leg., á infinidad de molinos harineros, y tambien á algunos batanes y máquinas de hilados de lino y lana, establecidas cerca de Avila: le son tributarios otros muchos arroyos y riach. que se desprenden de las sierras á las que esta c. da su nombre, y que seria largo enumerar, y por último el r. Eresma mas caudaloso que el mismo Adaja , y que sin embargo pierde su titulo incorporándose con este por bajo del puente de Siete-Iglesias. — Cria muy poca pesca.
(Madoz, 1845, p. 78)

## Régimen fluvial
Tiene un régimen pluvio-nival, con aguas altas en marzo. El régimen pluvio-nival se caracteriza porque las aguas máximas se producen a base de la suma de las nieves invernales, con las posibles lluvias que anteceden, o siguen, o son sincrónicas a las nevadas. El estiaje abarca todo el verano, prolongándose a los comienzos del otoño. La representación de este régimen es muy amplia en toda la península ibérica. En estos ríos se acusa bastante la irregularidad intra e interanual, porque ni nevadas ni lluvias tienen por qué ser exclusivamente invernales, pero lo que si ocurre es que el manto de nieve no se conserva; así en estos ríos hay una cierta variabiliadad en cuanto a la época de las aguas máximas, que es la que nos lleva a la irregularidad citada.
El Adaja en 1616 dañó el puente de San Julián en Arévalo.
El caudal máximo histórico registrado por el Adaja en Valdestillas, a unos kilómetros de su desembocadura en el Duero, fue de 467 m³/s, el 19 de diciembre de 1989. Datos similares de caudal volverían a registrarse el 19 de diciembre de 1997. En los últimos años el Adaja no ha vuelto a desalojar nunca un volumen de agua similar, en buena medida debido a la construcción de la presa de las Cogotas.

## Vegetación
Son de interés sus bosques de ribera con distintos tipos de sauces (Salix fragilis, Salix alba, Salix triandra, Salix atrocinerea, Salix salviifolia,
Salix purpurea), chopos o álamos (Populus tremula, Populus alba, Populus nigra), fresnos (Fraxinus angustifolia), olmos (negrillos) (Ulmus minor), espinos (Crataegus monogyna), endrinos (Prunus spinosa). En las aguas corrientes del río aparecen en primavera las ovas.
En las terrazas y vegas del Adaja en su curso alto hay prados de siega en donde crecen multitud de gramíneas, citaremos algunas de las más típicas: Digitaria sanguinalis, Phleum pratense, Alopecurus geniculatus, Alopecurus pratensis, Apera interrupta, Agrostis castellana, Avenella flexuosa, Holcus lanatus, Holcus mollis, Briza media, Cynosurus cristatus, Poa bulbosa, Festuca rubra, Festuca ovina, Festuca trichophylla, Festuca nevadensis, Bromus ramosus, etc.

## Fauna
Lamprehuelas (Cobitis calderoni), bermejuelas (Achondrostoma arcasii), boga del Duero (Pseudochondrostoma duriense) y calandino (Squalius alburnoides) son algunos peces que pueblan sus aguas. El cangrejo de río (Austropotamobius pallipes) antes abundante, ha sido sustituido por el cangrejo señal (Pacifastacus leniusculus).

## Afluentes
- Río Ullaque
- Río de la Hija
- Río Picuezo
- Río Fortes
- Río Chico
- Río Arevalillo
- Río Eresma[7]

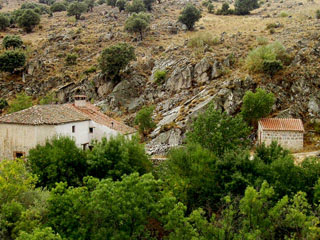
Molino entre Mingorría y Zorita de los Molinos.
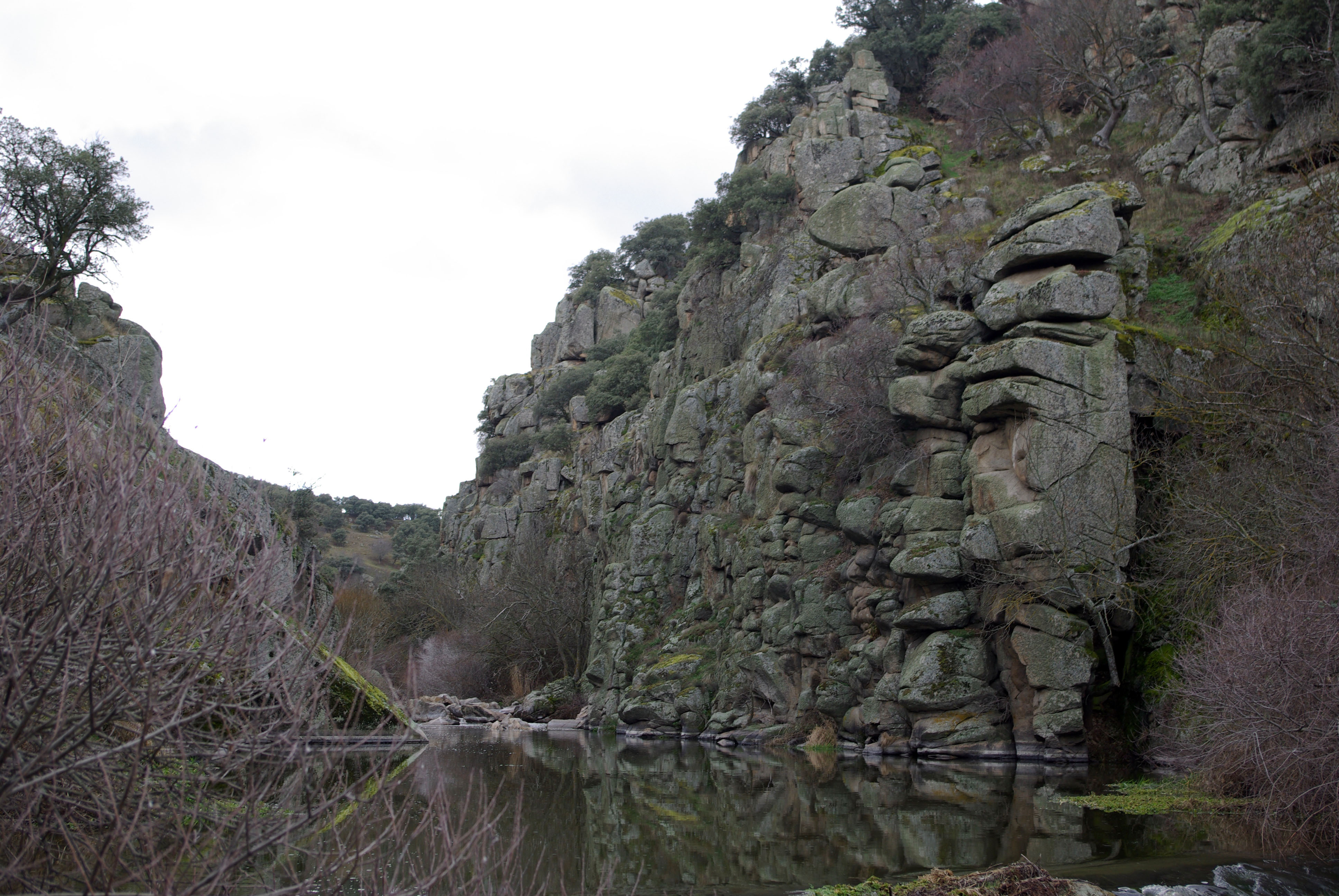
El Adaja en un cañón al atravesar la sierra de Ávila, antes de Mingorría.
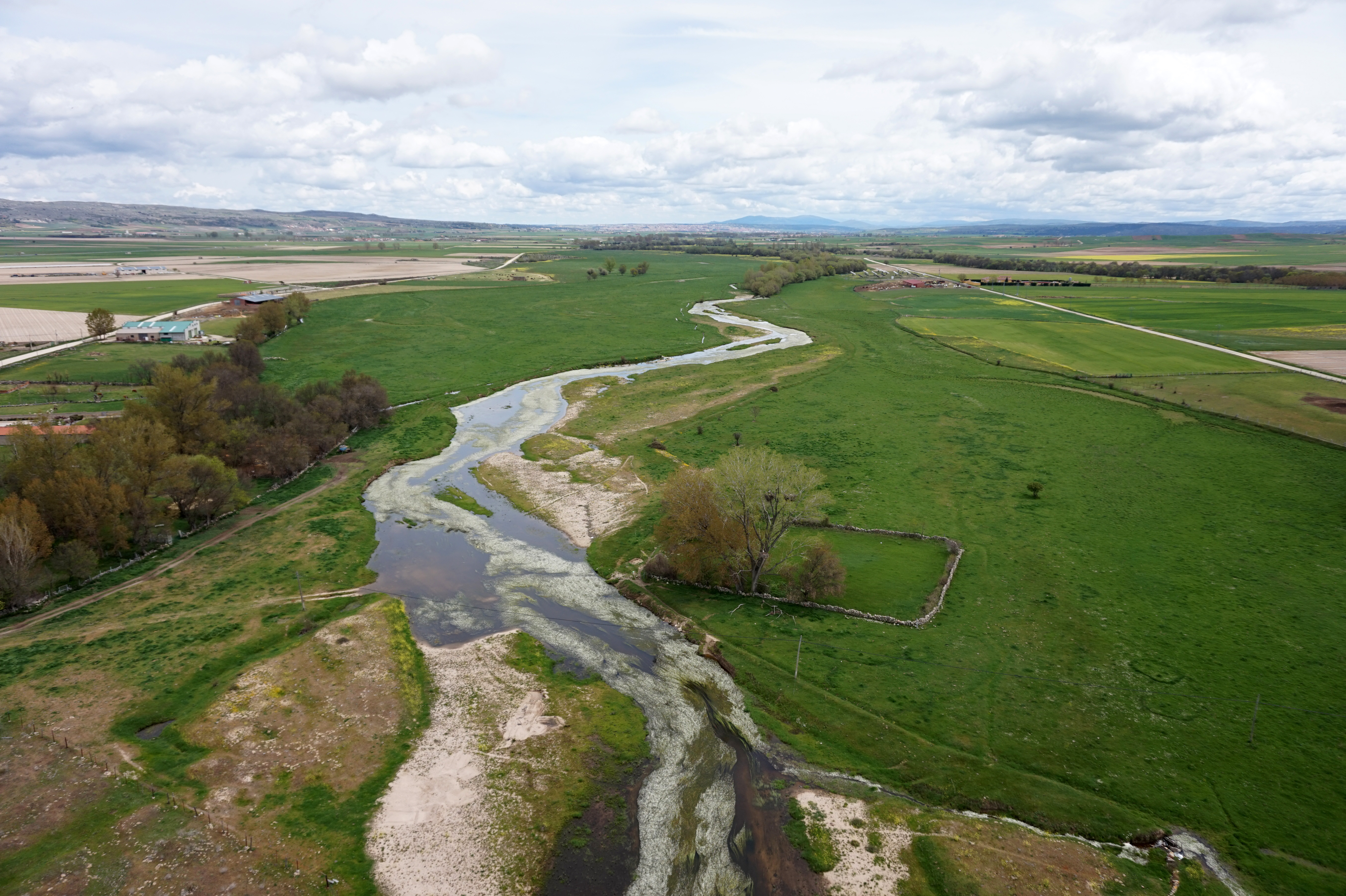
Curso alto del Adaja. Se aprecian las ovas en flor (tonos blancos) en el río.
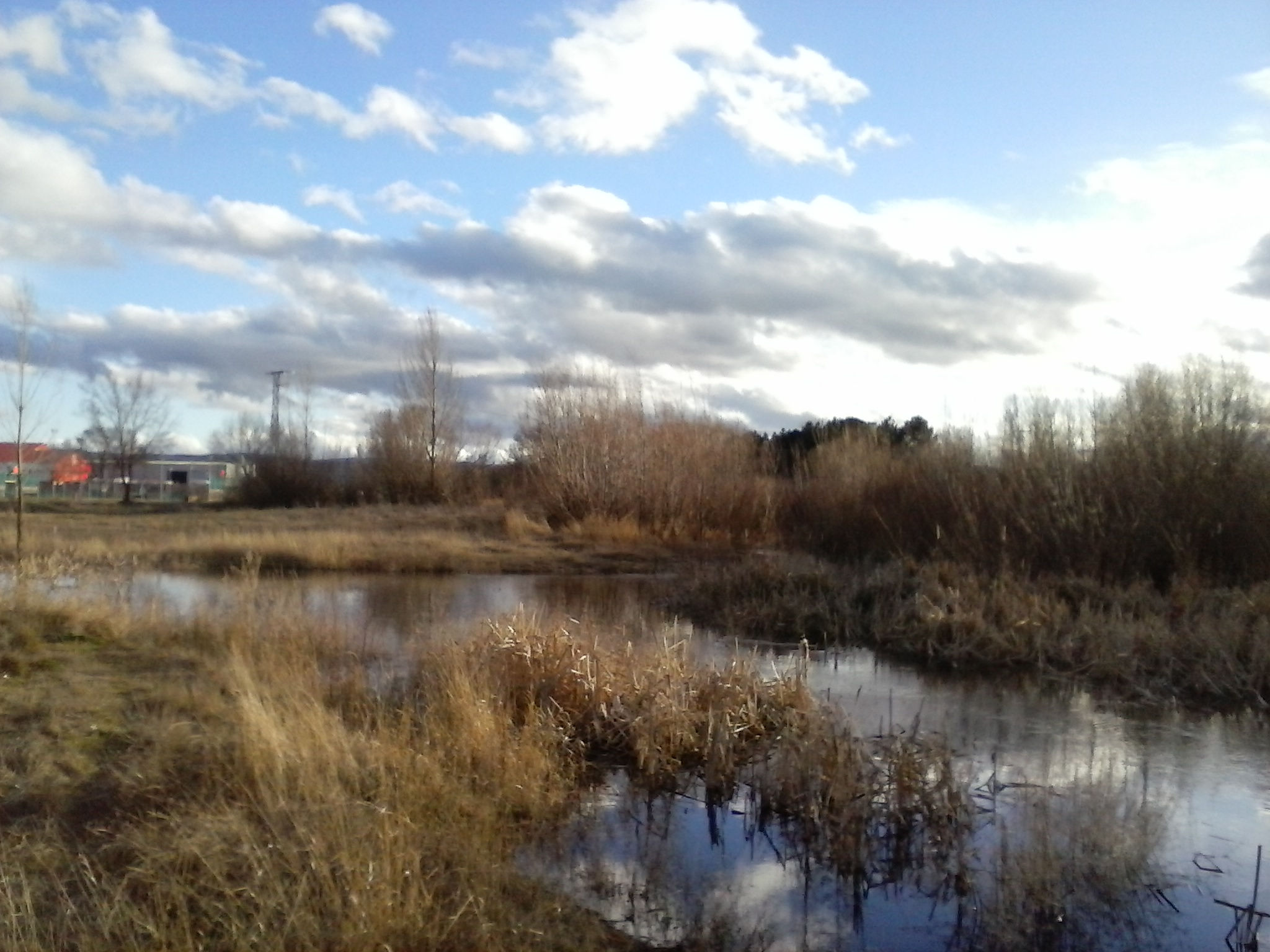
Desembocadura de río Chico en el Adaja (Ávila).
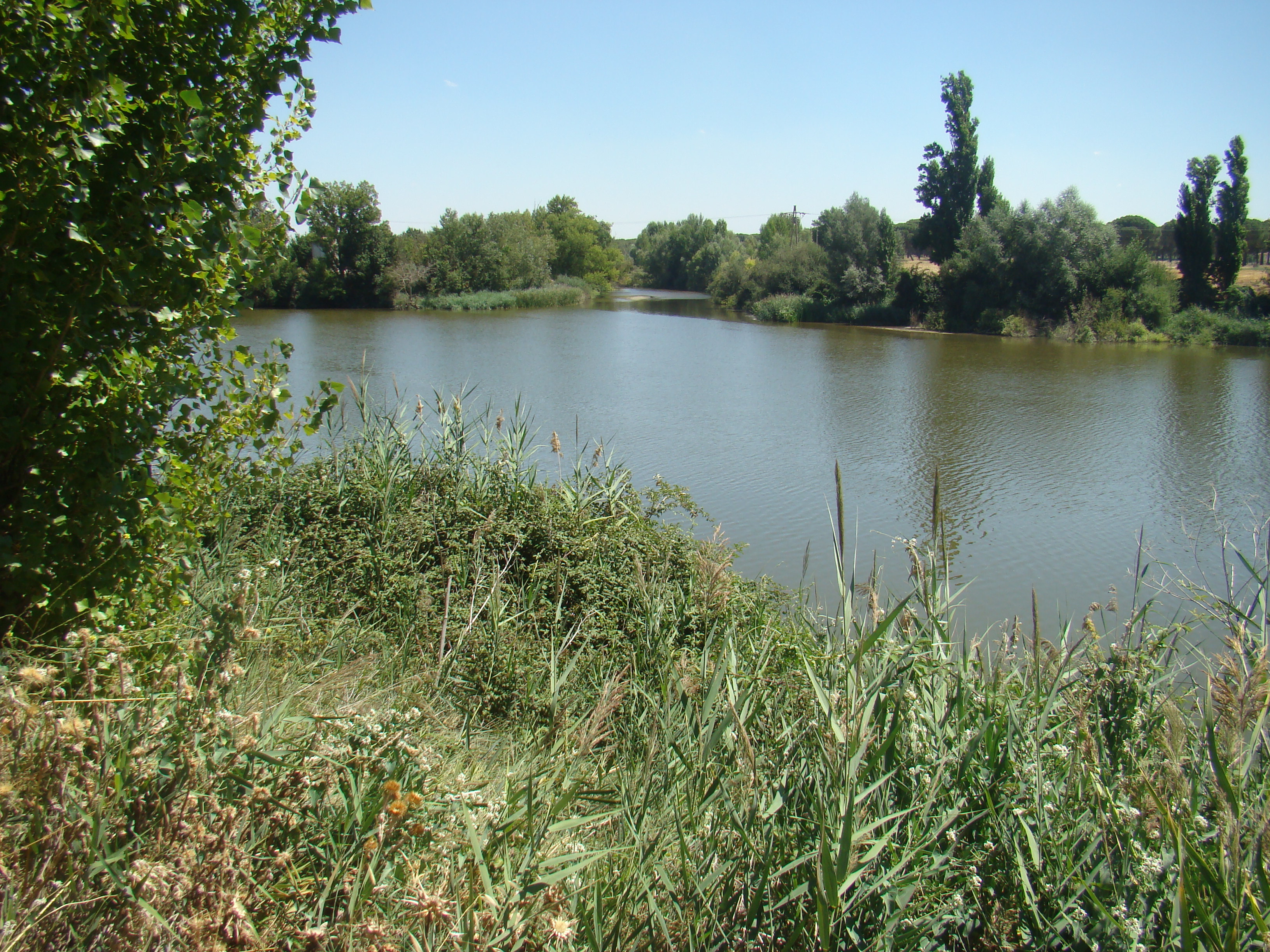
Desembocadura del Adaja en el Duero.
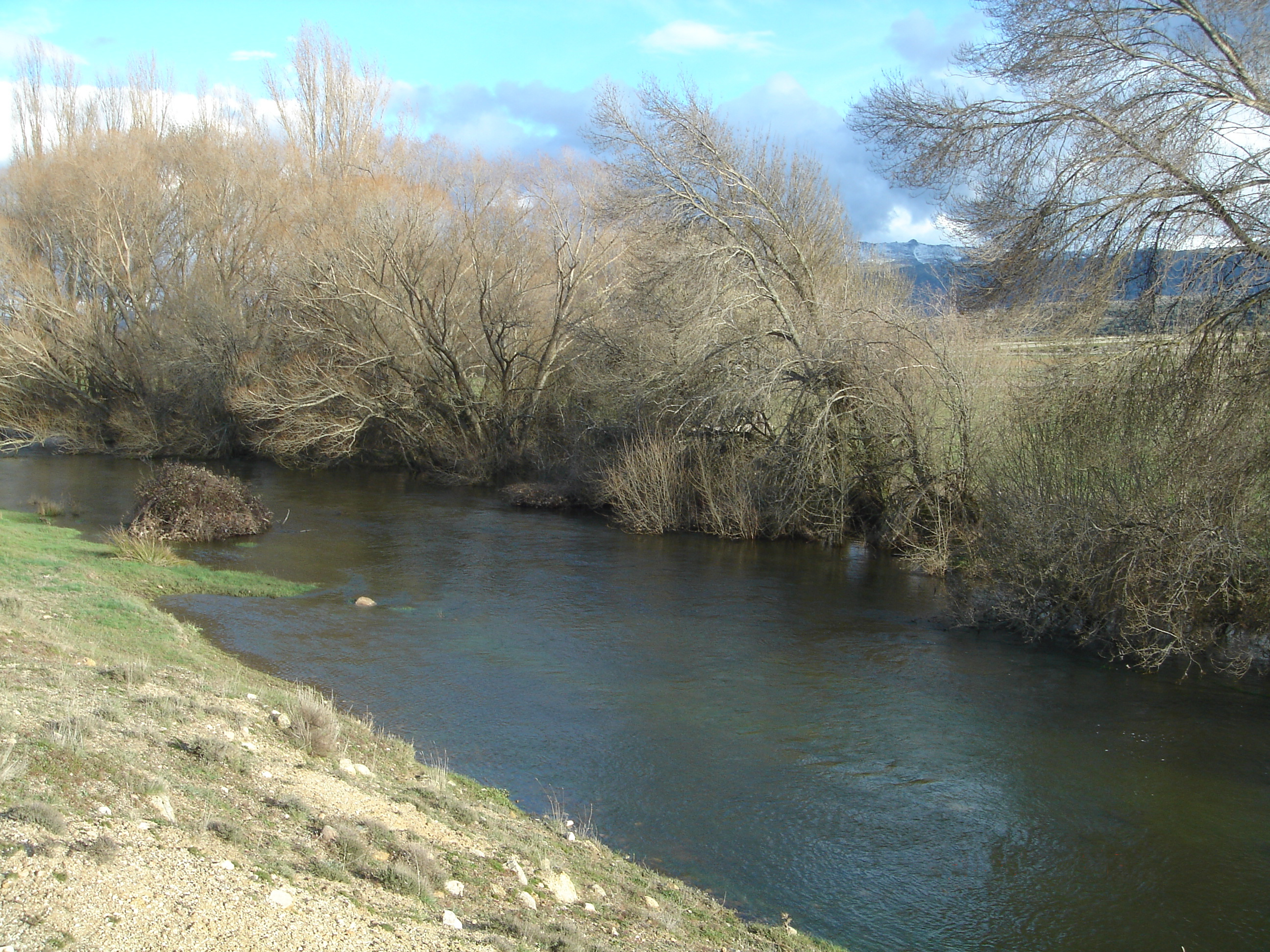
El Adaja a su paso por el valle de Amblés a 10 km de su nacimiento.
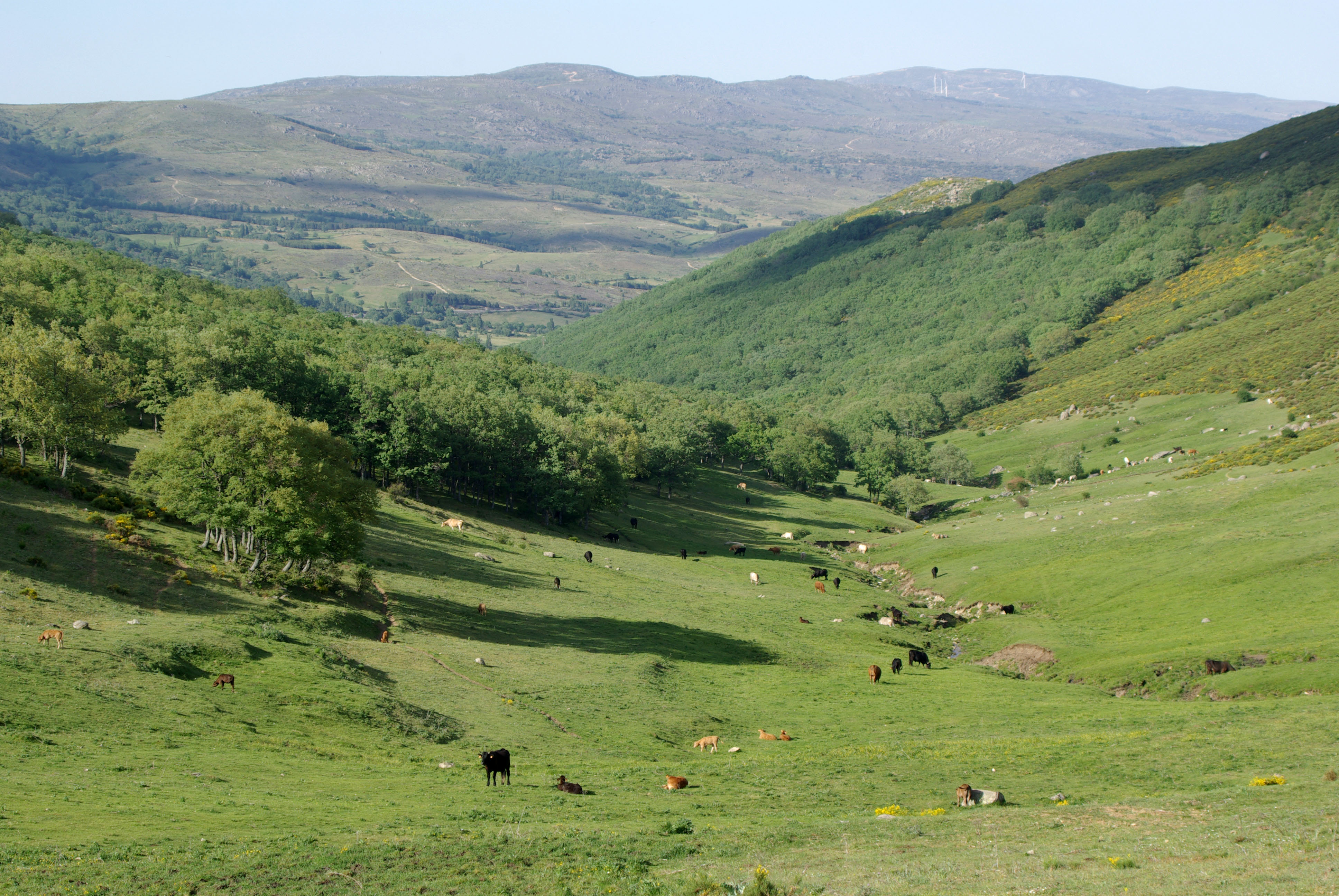
Nacimiento del Adaja en la Fuente Berroqueña.